# Алекса Томић
Алекса Томић (1879 — Београд, 31. октобар 1971) био је српски политичар и друштвено-политички радник НР Србије.

## Биографија
Био је члан Југословенске републиканске странке Јаше Продановића. Након што се ова странка децембра 1944. прикључила Народноослободилачком покрету (НОП) и постала део Народног фронта Југославије, Томић је био минустар у неколико Влада Србије. У Народној влади Србије, од 1945. до 1946. био је министар грађевина, а у Влади НР Србије, од 1946. до 1951. и од 1951. до 1953. био је министар за социјално старање. Од 1953. био је члан Извршног већа Скупштине СР Србије.
Био је члан Главног одбора Народног фронта Србије и члан Савезног одбора Народног фронта Југославије.
Биран је већник АВНОЈ-а на његовом Трећем заседању у Београду, августа 1945, након чега је био посланик Привремене народне скупштине ДФЈ. Потом је 1945. и 1950. биран за народног посланика Народне скупштине ФНРЈ првог и другог сазива. Након смрти Јаше Продановића, изабран је 30. септембра 1948. уместо њега за члана Прездијума Народне скупштине ФНРЈ. Члан Президијума био је и у његовом другом сазиву, од 1950. до његовог укидања.
Умро је 31. октобра 1972. у Београду, где је и сахрањен.